# Guerlain Favre
Guerlain Favre (La Tronche, 18 luglio 2000) è uno sciatore alpino francese.

## Biografia
Sciatore polivalente originario di Pralognan-la-Vanoise e attivo dal novembre del 2016, Guerlain Favre ha esordito in Coppa Europa il 23 gennaio 2019 a Courchevel in slalom gigante e in Coppa del Mondo il 23 gennaio 2024 a Schladming nella medesima specialità, in entrambi i casi senza completare la prova; il 25 gennaio 2025 ha conquistato il primo podio in Coppa Europa, a Turnau sempre in slalom gigante (3º). Non ha preso parte a rassegne olimpiche o iridate.

## Palmarès

### Coppa Europa
- Miglior piazzamento in classifica generale: 29º nel 2025
- 1 podio:
  - 1 terzo posto

### Campionati francesi
- 1 medaglia:
  - 1 oro (slalom gigante nel 2025)